# 张仁愿 (五代)
张仁愿（895年—945年），字善政，开封陈留（今河南省开封市祥符区陈留镇）人，原籍亳州（今安徽省亳州市），五代十国后梁、后唐、后晋官员。
祖父张晸，唐朝右武卫大将军。父亲張存敬，后梁河中节度观察留后，赠中书令。后梁贞明初年，张仁愿以勋臣之子入仕为衛尉寺主簿，改为著作佐郎、左赞善大夫，赐绯鱼袋。后唐同光初年，转任为大理正。天成元年（926年），由将作少监转任大理少卿。长兴年间，历任昭武、归德两镇节度判官。长兴四年（933年），入朝为大理少卿。清泰年间，担任殿中监。后晋天福五年（940年），拜为大理卿。天福八年（943年），转任光禄卿。张仁愿性情温雅，多年担任大理寺的职务，处理疑案，号称称职。兄长张仁颖，后梁担任诸卫将军，中年因中风在家修养十余年，张仁愿事奉他就像对待父亲一样，士大夫说他孝友。张仁颖善于治家，勤俭节约，家中妇女衣不曳地，多年什物，如同新买。开运元年（944年），张仁愿再为大理卿，当时隰州刺史王澈贪污，朝廷以王澈功臣之后，想要赦免，张仁愿坚持不移，王澈最终伏法。开运二年（945年），因病去世，年五十一岁。赠秘书监。